# 普莱西德湖城
普莱西德湖城（英語：Lake Placid），是美国佛罗里达州高地縣下属的一座城镇。建立于1927年。面积约为7.4平方公里（约合2.8平方英里）。根据2010年美国人口普查，该市有人口2,223人。人口在本州排行第276。